# 近鐵8000系電聯車
近鐵8000系電聯車（日语：／ Kintetsu 8000-kei densha）是近畿日本鐵道使用的通勤型電聯車。8000系是近鐵為了配合於1964年7月開通的奈良線新生駒隧道而進行製造的通勤型電聯車，並投入至奈良線及京都線上使用。
本型車以近鐵900系電聯車為基礎進行設計，車體長度為20公尺，其側面則配置4扇車門。本型車截至1980年共製造206輛，但自2006年以後便開始逐步報廢，至2024年12月共194輛列車已遭報廢。